# يانيس هانيك
يانيس هانيك (بالألمانية: Janis Hanek)‏ هو لاعب كرة قدم ألماني في مركز الوسط، ولد في 12 فبراير 1999 في راستات في ألمانيا. لعب مع نادي كارلسروه.

## وصلات خارجية
- جانيس هانيك على موقع قاعدة بيانات كرة القدم.إي يو (الإنجليزية)
- جانيس هانيك على موقع عالم كرة القدم.نت (الإنجليزية)